# Carl Flügge

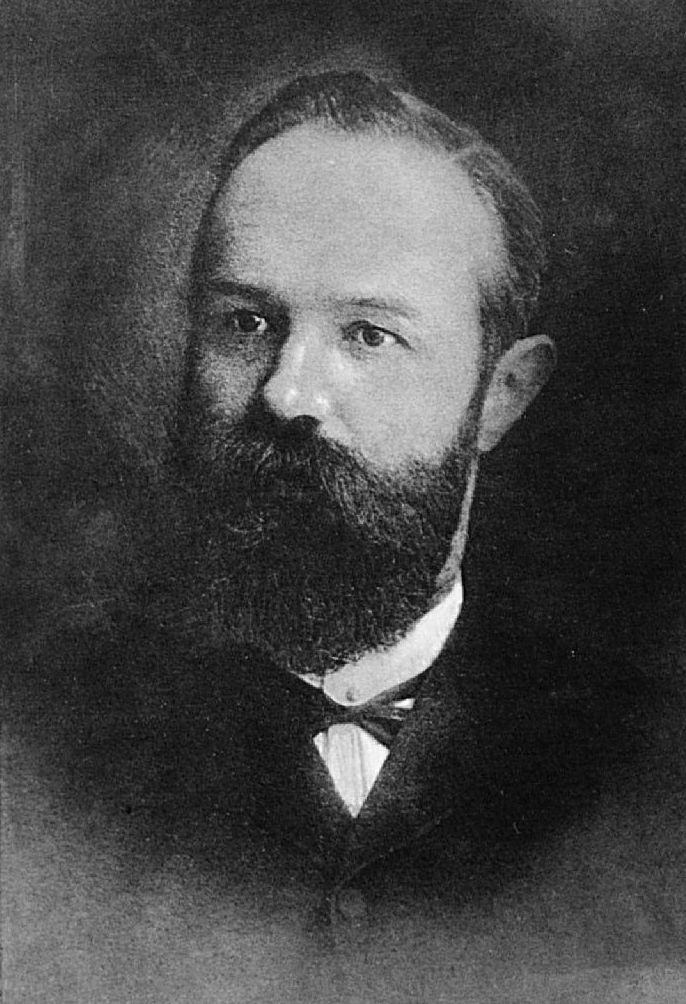
Carl Flügge.

Carl Georg Friedrich Wilhelm Flügge, född 9 december 1847 i Hannover, död 12 oktober 1923 i Berlin, var en tysk läkare. 
Flügge blev 1870 medicine doktor i Göttingen, 1878 privatdocent i hygien i Berlin, 1883 extra ordinarie professor i hygien i Göttingen, 1885 ordinarie professor där. År 1887 blev professor i hygien i Breslau och 1909 i Berlin, en befattning som han lämnade 1921. 
Utöver nedanstående skrifter publicerade han en mängd uppsatser i sin vetenskap, främst i den av honom tillsammans med Robert Koch 1885 uppsatta tidskriften "Zeitschrift für Hygiene und Infektionskrankheiten".